# Los Sombreros
Los Sombreros is een polyp in attractiepark Walibi Holland in Biddinghuizen.

## Geschiedenis
Los Sombreros is gebouwd in 1994 door de Italiaanse attractiebouwer Soriani & Moser. Los Sombreros was een van de nieuwe attracties bij de opening van het toenmalige Walibi Flevo en lag in het themagebied Mexico. Het themagebied heet tegenwoordig Exotic.
Afbeeldingen · Lijst van attracties